# Angelo Hauk
Angelo Silvio Renaldo Hauk (* 28. Juli 1984 in München) ist ein deutscher Fußballspieler.

## Karriere
Der Stürmer spielte ab 2003 für die zweite Mannschaft des TSV 1860 München, bei dem er bereits in der Jugend aktiv gewesen war. 2005 schloss sich Angelo Hauk dem FC Unterföhring an. Im Januar 2007 ging er zum FC Kufstein, für den er ebenso wie im folgenden Jahr beim VfR Aalen bis zum Ende des Kalenderjahrs aktiv war. Nach einem halben Jahr beim TSV Crailsheim wechselte Hauk im Sommer 2009 zum Halleschen FC. Zur Hinrunde 2011/12 wechselte er zur SV Elversberg. Nach einem halben Jahr kehrte er zum Halleschen FC zurück und stieg in die 3. Liga auf. Mit dem HFC schaffte er den Klassenerhalt, erhielt jedoch keinen neuen Vertrag.
Zur Saison 2013/14 wechselte Hauk ablösefrei zu Wacker Burghausen. Bei den Bayern unterschrieb er einen Einjahresvertrag. Ab Sommer 2014 war er bis Januar 2015 vereinslos. Zur Rückrunde 2014/15 schloss er sich dem Regionalligisten TuS Koblenz an und stieg mit der Mannschaft in die Oberliga Rheinland-Pfalz/Saar ab. Sein Vertrag bei der TuS lief bis Sommer 2016. Mit Koblenz kehrte er 2015/16 als Oberligameister in die Regionalliga zurück.
Im August 2016 schloss sich Hauk dem FC Memmingen in der Regionalliga Bayern an. Nachdem Hauck beim Regionalligisten FC Memmingen nur zu fünf Einsätzen in der Liga und zu zwei Einsätzen im Pokal gekommen war, wurde sein Vertrag in beiderseitigem Einverständnis zum 31. Dezember 2016 aufgelöst. Zur Rückrunde schloss sich Hauk dem BCF Wolfratshausen in der Bayernliga Süd an. Nach dem Abstieg des BCF in die Landesliga 2018 wechselte er zum Bayernligisten FC Ismaning.